# Orleanesia
Orleanesia là một chi thực vật có hoa trong họ, Orchidaceae.